# Атта-мерра-халкі
Атта-мерра-халкі (д/н — бл. 1570 до н. е.) — суккуль-мах (верховний володар) Еламу близько 1580—1570 роках до н. е.

## Життєпис
Походив з династії Епартідів (Суккуль-махів). Ймовірно син Кудузулуша II. Близько 1600 року до н. е. коли брат Тата II посів трон, то Атта-мерра-халкі призначається суккалем Еламу і Симашкі (офіційним спадкоємцем).
Близько 1580 року до н. е. він спадкував владу. Призначив молодшого брата Темпті-агуна (II) суккалем Еламу і Симашкі, а свого небожа Пала-ішшана — суккалем Суз. Згодом останній після смерті Темпті-агуна (II) став спадкоємцем Атта-мерра-халкі.
Про його панування відомості обмежені. Вважається, що продовжив боротьбу з Країною Моря, а також північними гірськими племенами.
Помер близько 1570 року до н. е. Йому спадкував Пала-ішшан.